# Sociedad Española de Psicología
La Sociedad Española de Psicología (SEP) es una asociación española fundada en 1952 por José Germain Cebrián, contando con la colaboración, entre otros, de Mariano Yela, José Luis Pinillos, Juan Zaragüeta, Manuel Úbeda, Gonzalo Rodríguez Lafora, Juan José López Ibor o Antonio Vallejo Nájera.

## Historia
Se encargó a partir de 1988 de la publicación de la Revista de Psicología General y Aplicada (RPGA), que hasta entonces había sido publicada por el Instituto Nacional de Psicología Aplicada y Psicotecnia (1946-1974), el Instituto Nacional de Psicología Aplicada y Orientación Profesional (1974-1981), el Instituto de Orientación Educativa y Profesional (1981-1985) y el C.I.D.E. (1985-1988). Tras Germain, fue presidente de la sociedad Mariano Yela, hasta 1983, cuando accedió al cargo Miquel Siguán. A partir de enero de 1995 y a iniciativa de Siguán, la SEP crea junto a otras cuatro asociaciones la Federación Española de Asociaciones de Psicología (FEDAP), en la que se integra, y única asociación representativa de la Psicología española en la International Union of Psychological Science (IUPsyS). Entre 1996 y 2008 publica también Iberpsicología: Revista Electrónica de la Federación Española de Asociaciones de Psicología. Desde 2008, siendo presidente de la FEDAP Santiago Estaún Ferrer y tras un acuerdo con el Consejo General de Colegios Oficiales de Psicólogos (CGCOP), pasó a integrarse en el mismo, convirtiéndose en la División de Psicología Académica - Sociedad Española de Psicología.